# ICE 2
ICE 2 — другий серійний німецький швидкісний електропоїзд сімейства ICE. В 1995 році він почав здійснювати рейси залізницями Німеччини з максимальною швидкістю 280 км/год.
Поїзд складається з одного головного моторного вагона (BR 402) і 6 причіпних вагонів (BR 805—807), а також з одного головного вагона (BR 808). Іноді до їхнього складу включаються вагони від ICE 1 (вагони ICE 1 і ICE 2 сумісні між собою).